# ويليام ميريت تشيس
ويليام ميريت تشيس (بالإنجليزية: William Merritt Chase)‏ هو رسام أمريكي، ولد في 1 نوفمبر 1849 في Nineveh, Indiana ‏ في الولايات المتحدة، وتوفي في 25 أكتوبر 1916 في نيويورك في الولايات المتحدة.

## وصلات خارجية
- ويليام ميريت تشيس على موقع الموسوعة البريطانية (الإنجليزية)